# Elachocharax pulcher
Elachocharax pulcher är en fiskart som beskrevs av Myers 1927. Elachocharax pulcher ingår i släktet Elachocharax och familjen Crenuchidae. Inga underarter finns listade i Catalogue of Life.